# Machimus gymnus
Machimus gymnus är en tvåvingeart som beskrevs av H. Oldroyd 1939. Machimus gymnus ingår i släktet Machimus och familjen rovflugor.
Artens utbredningsområde är Kenya. Inga underarter finns listade i Catalogue of Life.